# Mont-le-Vernois
Mont-le-Vernois település Franciaországban, Haute-Saône megyében. Lakosainak száma 191 fő (2022. január 1.). Mont-le-Vernois Pontcey, Andelarre, Andelarrot, Boursières, Chariez és Velle-le-Châtel községekkel határos.

## Népesség
A település népességének változása:
| Lakosok száma | 163  | 164  | 170  | 171  | 178  | 184  | 186  | 189  | 191  |
|               | 2013 | 2015 | 2016 | 2017 | 2018 | 2019 | 2020 | 2021 | 2022 |